# J.S. Ondara
Pour les articles homonymes, voir Ondara (homonymie).
J.S. Ondara est un auteur-compositeur-interprète kenyan qui vit à Minneapolis, dans le Minnesota.

## Biographie
J.S. Ondara est né à Nairobi au Kenya. Enfant, il découvre la musique et se passionne pour le rock anglo-saxon, comme Nirvana, Radiohead ou Oasis. À l'âge de 17 ans, il se passionne pour la musique de Bob Dylan, et décide de faire carrière dans la musique. 
Il déménage à Minneapolis aux États-Unis en 2013, et poste quelques vidéos auto-produites sur Internet. Il se fait repérer par le label américain Verve Records qui le découvre sur une radio locale. 
Son premier album, Tales of America, est sorti le 15 février 2019. Il est nommé pour le Best Americana Album (en) lors de la 62e cérémonie des Grammy Awards en 2020.

## Discographie
- Tales of America (2019)
- Folk n’ Roll Vol. 1: Tales Of Isolation (2020)
- Spanish Villager No. 3 (2022)